# Fiscal de distrito (Estados Unidos)
Un fiscal de distrito es en algunas jurisdicciones de los Estados Unidos, el título del oficial público local que representa al gobierno en los juicios contra los imputados. El fiscal de distrito es el cargo más alto en la jurisdicción del departamento legal y supervisa a un equipo de asistentes del fiscal de distrito. Funciones similares son llevadas a cabo por el fiscal de Estado ("State's Attorney"), el Fiscal de Condado ("County Attorney"), el procurador de Condado ("County Prosecutor") o el fiscal de Estado Libre Asociado ("Commonwealth's Attorney"). Dependiendo del sistema particular del Estado o Condado, los fiscales de distrito pueden ser nombrados por el poder ejecutivo del estado o electos por el pueblo.

## Historia
El origen del fiscal de distrito en los Estados Unidos viene del "schout" de Nueva Ámsterdam introducido por el derecho holandés de la época. En el momento en que las Trece Colonias se unieron para formar los Estados Unidos, cinco de ellas habían adoptado el modelo de fiscal de distrito.